# حباشة (السبرة)

تعديل مصدري - تعديل

حباشة محلة تابعة لقرية الدجادج، التابعة لعزلة عروان بمديرية السبرة إحدى مديريات محافظة إب في الجمهورية اليمنية.، بلغ تعداد سكانها 23 حسب تعداد اليمن لعام 2004.